# 李默 (康熙武進士)
李默（？年—？年），字湖翁，福建泉州府（今屬泉州市）人。清朝軍事將領。
康熙六年（1667年）乙未科武進士。官至肇庆总兵。工詩，有《吹剑集》。《晚晴簃诗汇》收其诗作一首。
- 《上谷晤林羽夫》

昔年曾在蓟门游，歧路东西二十秋。
握手岂期惊喜半，论交转觉别离愁。
风尘老大余青眼，书剑飘零笑白头。
一忆故园松菊冷，归心乡梦两悠悠。